# یواس‌اس اسوالو (ای‌ام-۶۵)
یواس‌اس اسوالو (ای‌ام-۶۵) (به انگلیسی: USS Swallow (AM-65)) یک کشتی بود که طول آن ۲۲۰ فوت ۳ اینچ (۶۷٫۱۳ متر) بود. این کشتی در سال ۱۹۴۲ ساخته شد.